# Gullranka
Gullranka (Epipremnum aureum) art i familjen kallaväxter som förekommer naturligt på Sällskapsöarna. I Sverige är gullrankan vanlig som krukväxt. 
Det är en epifytisk, flerårig klättrande ört. 

## Skötsel och användning
Odlas i halvskugga eftersom stark sol bleker bladen och en för mörk plats gör bladen helt gröna. Den trivs bäst i rumstemperatur året om, eventuellt något svalare på vintern, dock aldrig under 16°C.
Jorden vattnas igenom ordentligt vid varje bevattningstillfälle. Den bör torka upp mellan vattningarna. Svag näring ges en gång i veckan från vår till höst och bladen duschas då och då.
Används ibland i akvarium, då den placeras på toppen av akvariet med rötterna nedsänkt i vattnet. Detta är fördelaktigt både för växten och vattenkvalitén då den tar upp nitrat för att växa.

## Förökning
Gullranka kan enkelt förökas genom att ta sticklingar från dess rankor, så kallade ledsticklingar, vilket är den vanligaste och mest pålitliga metoden för att bevara samma genetiska egenskaper som moderplantan.
Alternativt kan den också förökas genom att plantera frön, men i detta fall kommer den nya växten att ha en arvsmassa som skiljer sig från moderplantan. För att ta en stickling, klipp av en bit av rankan som är cirka 10-15 centimeter lång och har 3-4 noder. Sticklingar kan sedan rotas antingen direkt i jord eller i vatten.